# Platanosphaera kournasensis
Platanosphaera kournasensis är en kräftdjursart som beskrevs av Schmalfuss, Paragamian och Sfenthourakis 2004. Platanosphaera kournasensis ingår i släktet Platanosphaera och familjen klotgråsuggor. Inga underarter finns listade i Catalogue of Life.